# Yeşildere, Tekkeköy
Yeşildere là một xã thuộc quận Tekkeköy, tỉnh Samsun, Thổ Nhĩ Kỳ. Dân số thời điểm năm 2010 là 207 người.